# トラクサス

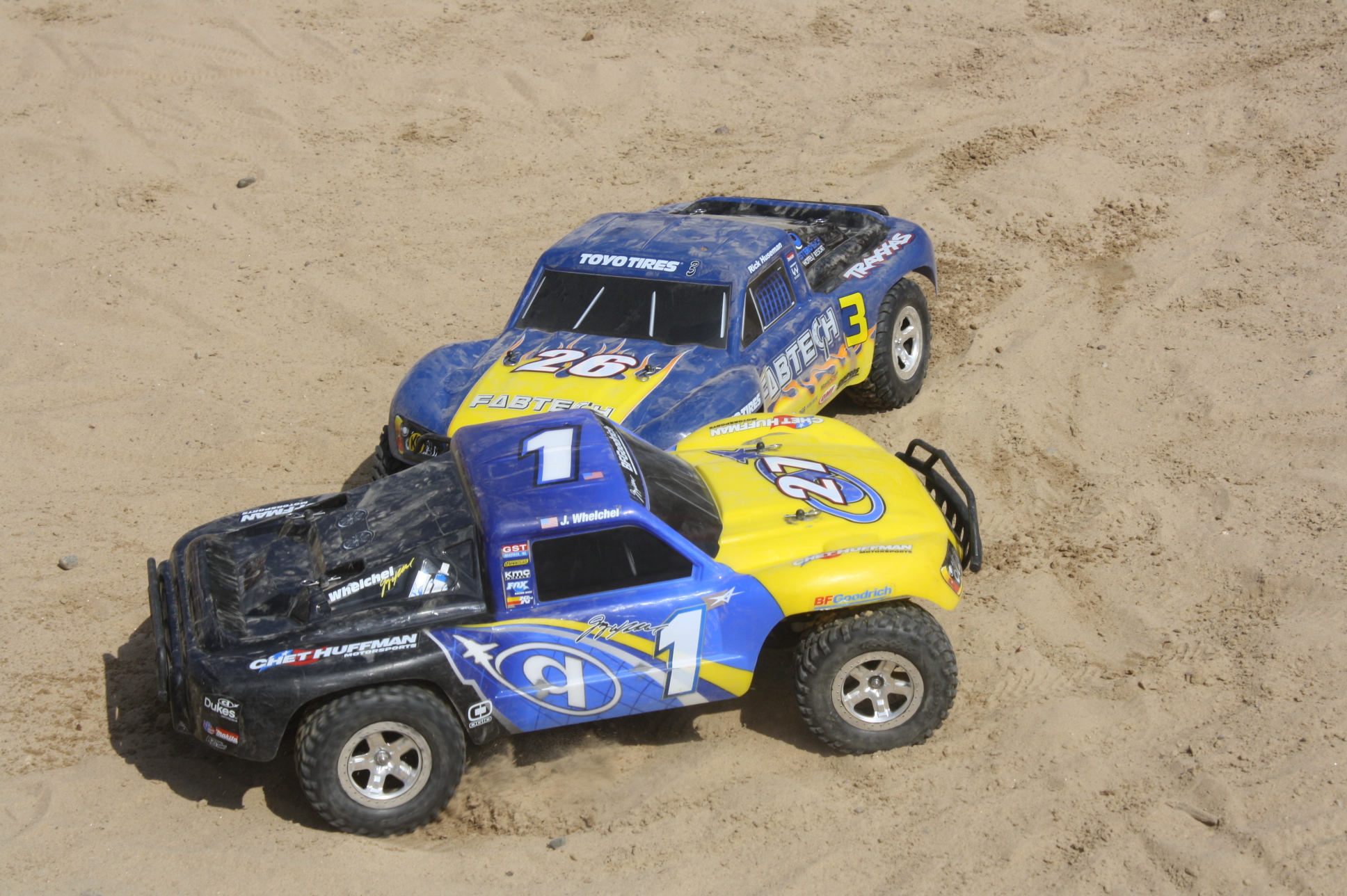
TRAXXAS 社のラジコン

トラクサス（Traxxas）は、アメリカテキサス州プレイノに本社を置くラジコン模型メーカー。
電動モーターおよびニトロメタンを動力とする自動車と船の模型を販売している。2009年、トラクサスはアメリカの国際オフロードレースシリーズとして新設されたTraxxas TORC Seriesのタイトルスポンサーとなった。日本国内にも正規代理店が数社ある。